# Ивановск (Минская область)
Ивановск (бел. Iванаўск) — бывшая деревня в Червенском районе Минской области Белоруссии, ныне часть деревни Колодежи.

## Географическое положение
Расположена в 12 км северо-восточнее райцентра, в 74 км к юго-востоку от Минска, в 30 км от железнодорожной станции Пуховичи линии Минск—Осиповичи, на автодороге M-4 Минск—Могилёв.

## История
В середине XVIII века Ивановск был центром крупного имения, принадлежавшего роду Шевичей. В 1880-е — господский двор. Имение входило в состав Хуторской волости Игуменского уезда Минской губернии. В начале XX века здесь было 53 жителя, работала кожевенно-гвоздевая фабрика. В 1914-1917 годах[уточнить] в имении происходили крестьянские волнения. Так, крестьяне самовольно убрали с помещичьей земли сено и 600 пудов кормовой свеклы, отмечен и факт самовольной вырубки леса. Перед Октябрьской революцией владельцем имения был генерал Г. И. Шевич. На 1917 год в имении проживали 147 человек (71 мужчина и 72 женщины), ещё 202 человека (91 мужчина и 111 женщин) жили вблизи фабрики. После установления советской власти имение преобразовано в деревню. В 1929 году здесь функционировала колодочная фабрика «Праца» (с бел.  «работа»), где производились кожевенные колодки, и конная крупорушка. На начало 1930-х здесь насчитывалось 20 дворов. В 1966[уточнить] году деревня Ивановск была включена в состав деревни Колодези.

## Достопримечательности
Имение Ивановск, построенное, предположительно, в XIX веке, представляло собой двухэтажный деревянный усадебный дом с двумя большими верандами, у въезда располагались два симметрично расположенных флигеля. Вокруг имения находился парк. Имелся парковый партер прямоугольной формы, по его периметру располагались две формованные липовые аллеи. Основу парка составляли две липовые аллеи шириной 13 метров, пересекающиеся под прямым углом, в плане образуя крест. В месте пересечения находились круглые площадки. Основные аллеи пересекались четырьмя более узкими, шириной 4 метра, образующими в плане ромб. Имелся прямоугольный боскет, где росли декоративные кустарники и цветы. Продольная аллея шла от центральной части боскета и заканчивалась круглой с валом площадкой диаметром 32 метра, по периметру обсаженной липой. Эта площадка использовалась как тир. К настоящему времени усадебный дом и флигели, как и какие-либо другие строения на территории парка, не сохранились.

## Современность
Название Ивановского лесничества (на его территории имеется также заказник местного значения «Ивановский»), данное по деревне Ивановск, сохранилось до настоящего времени. Улица Колодежей, расположенная на месте Ивановска, носит название Ивановская.